# José Sánchez Lagomarsino
José María Sánchez Lagomarsino, (Cajamarca, 14 de setiembre de 1833 - Chosica, 19 de marzo de 1898) fue un marino peruano que actuó en la Guerra del Pacífico. Fue comandante del monitor Manco Cápac, que servía de batería flotante en la defensa de la plaza de Arica (1879-1880).  Ganó el Combate naval de Arica librado el 27 de febrero de 1880, y, consumada la caída de dicha plaza el 7 de junio del mismo año, procedió a hundir su buque.

## Biografía
Hijo de Juan Bernabé Sánchez y Josefa Lagomarsino. En 1856 ingresó al Colegio Militar, de donde egresó como guardiamarina en 1858, pasando a servir a la fragata General Plaza. Luego sirvió sucesivamente en el vapor Ucayali y en el transporte Arica; a bordo de este último participó en el bloqueo de la costa ecuatoriana (1858-1859). Ascendido a alférez de fragata en 1862, viajó a Inglaterra a bordo del Arica, como parte de la comisión que debía vigilar la construcción de los vapores fluviales, destinados a la región amazónica. Por su participación en la debelación del motín de la tripulación del pontón Venus, en Londres, fue ascendido a teniente segundo
Retornó al Perú a bordo del vapor Morona, acompañado del resto de la flotilla fluvial adquirida en Inglaterra. Remontó el curso del río Amazonas, hasta arribar el 5 de enero de 1864 a Iquitos (entonces una aldea de cabañas), donde procedió a instalar el apostadero fluvial, que desde entonces se convirtió en el centro neurálgico de la Amazonía peruana. Cumplida esta misión, pasó al Callao, donde sirvió en el vapor Loa y en la fragata Apurímac.
Se sumó a la revolución iniciada en Arequipa por el coronel Mariano Ignacio Prado contra el gobierno del general Juan Antonio Pezet, acusado de demostrar debilidad ante la actitud prepotente de la Escuadra Española del Pacífico. Luchó en el combate del Callao del 2 de mayo de 1866, desde la llamada Batería Provisional, resultando herido en ambas piernas por el impacto de un casco de bomba. Su recuperación tardó mucho, quedando el resto de su vida con secuelas de dicha lesión. Fue ascendido a capitán de corbeta efectivo.
En 1868 fue nombrado comandante del transporte Chalaco, pero al año siguiente solicitó su retiro para incursionar en la política. 
Asistió a la asamblea de ciudadanos que el 24 de abril de 1871 lanzó la candidatura presidencial de Manuel Pardo y donde virtualmente se fundó el Partido Civil. En julio de 1872, junto con Miguel Grau, Aurelio García y García y otros marinos, apoyó el manifiesto de la marina contra el golpe de Estado de los coroneles Gutiérrez. 
Demostrando sus dotes de organizador, constituyó la "Columna Constitución", adscrita a la Guardia Nacional, con la que secundó la campaña dirigida por el presidente Manuel Pardo contra la revolución de Nicolás de Piérola de 1874. 
En 1876 pasó a Europa como agregado naval en Francia y después como cónsul en Dunkerque. De retorno al Perú, fue implicado en el intento revolucionario de junio de 1877 contra el gobierno del general Mariano Ignacio Prado, por lo que fue apresado, enjuiciado y separado del servicio. 
Al estallar la Guerra del Pacífico en abril de 1879, volvió  a las tareas de organizador de milicias, reforzando la "Columna Constitución", con la que se embarcó en la fragata Independencia. Era ya capitán de fragata. Tras el hundimiento de dicho buque en Punta Gruesa, pasó a Arica, donde se le confió el mando de las baterías de San José y el Morro. 

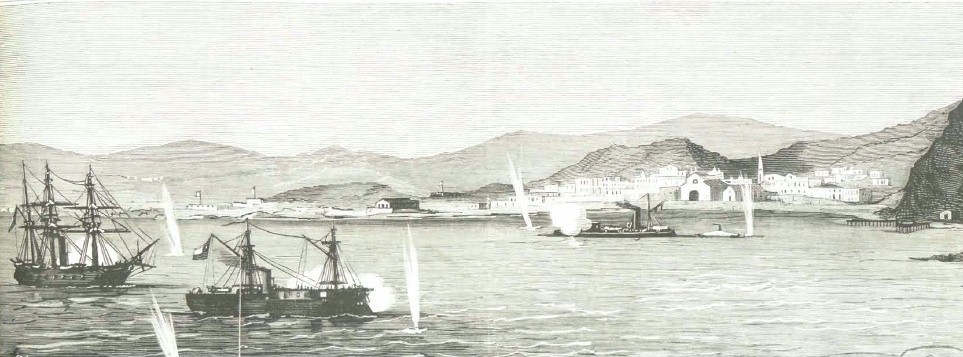
Combate naval de Arica, donde el monitor Manco Cápac, bajo el mando de José Sánchez Lagomarsino, enfrentó al monitor Huáscar y a la cañonera Magallanes (27.2.1880).

En noviembre de 1879 se le dio el mando del monitor Manco Cápac, que se hallaba anclado en la rada de Arica y que servía solo de batería flotante; no obstante, supo utilizarlo hábilmente en la defensa del puerto. El 27 de febrero de 1880, sostuvo un combate contra dos buques chilenos, el monitor Huáscar  y la cañonera Magallanes. El Manco Cápac salió de su fondeadero y provocó el enfrentamiento, manteniendo a raya a los buques chilenos y causándoles averías. El Huáscar intentó espolonearlo, pero cuando ya se hallaba muy cerca, se entorpeció su máquina y quedó sin gobierno, circunstancia que aprovechó el Manco Cápac para dispararle un proyectil que mató a su comandante, el capitán de fragata Manuel Thomson y a varios tripulantes; pero se le trabó su otro cañón, lo que permitió alejarse al buque chileno. 
También apoyó a la corbeta Unión cuando esta, al mando de Manuel Villavicencio, forzó el bloqueo de Arica. Participó en las juntas de guerra presididas por el coronel Francisco Bolognesi, donde se acordó no rendirse ante el enemigo y pelear “hasta quemar hasta el último cartucho”. El 6 de junio de 1880, respondió los fuegos de los buques chilenos y uno de los proyectiles del Manco Cápac impactó en el blindado Cochrane provocándole severos daños y algunas bajas. Otra granada del monitor peruano dio de lleno en la Covadonga que le produjo averías en su línea de flotación, obligándola a retirarse del combate. 
Tomada Arica por las fuerzas chilenas tras superar la heroica resistencia de los defensores peruanos, Sánchez Lagomarsino hizo hundir el monitor Manco Cápac para que no cayera en poder del enemigo (7 de junio de 1880). Fue trasladado prisionero a Chile, donde permaneció hasta la firma de la paz en 1883. 

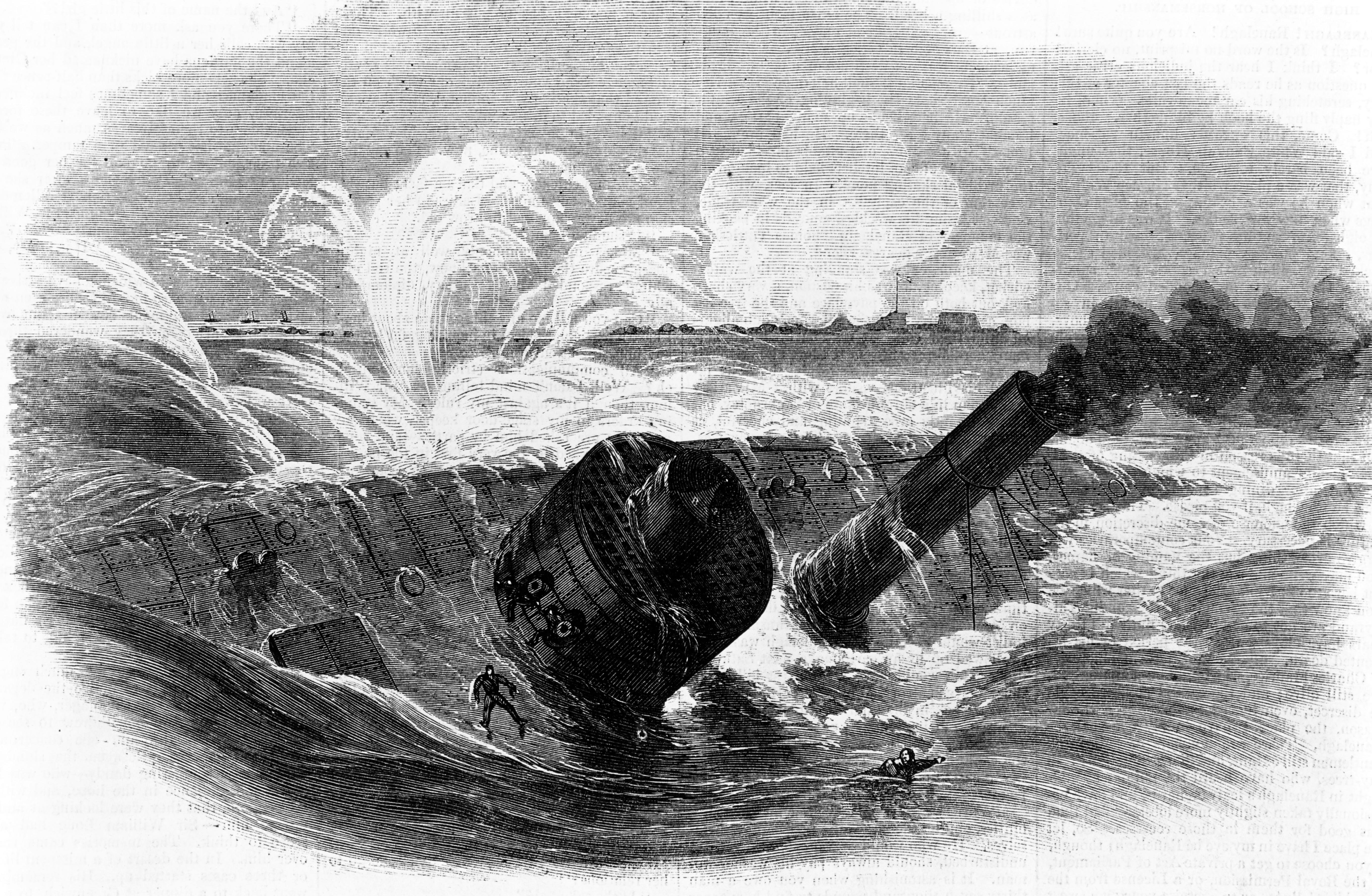
Hundimiento del monitor "Manco Cápac"

De retorno al Perú, se afincó en el Callao. Se sumó a la revolución encabezada por el general Andrés A. Cáceres contra el gobierno de Miguel Iglesias. Finalizada esta guerra civil, fue nombrado prefecto de Moquegua (1885), donde sofocó severamente un motín militar. 
En 1887 fue ascendido a capitán de navío y nombrado Director de Marina, en el Ministerio de Guerra. Luego pasó a ser prefecto de La Libertad. En 1888 fue comisionado para tomar posesión de los vapores Yavarí y Yapurá, procediendo a organizar la nueva administración para su arrendamiento.
Durante la guerra civil de 1894-1895, fue nombrado comandante general de La Libertad y de Lambayeque. Finalizada la guerra, se retiró del servicio. Estuvo casado con Beatriz Dañino Rodríguez.